# Línia evolutiva de Mantyke
Aquesta línia evolutiva de Pokémon inclou Mantyke i Mantine.

## Mantyke
Mantyke és un personatge fictici Pokémon. És de tipus aigua i volador. Evoluciona a Mantine.

## Mantine
Mantine és un personatge fictici Pokémon. És de tipus aigua i volador. Evoluciona de Mantyke.